# Greifenburg
Greifenburg ist eine Marktgemeinde mit 1702 Einwohnern (Stand 1. Jänner 2025) im oberen Drautal. Sie gehört zum Bezirk Spittal an der Drau im österreichischen Bundesland Kärnten.

## Geographie

### Geographische Lage
Greifenburg liegt in einem schmalen Talbecken des Oberen Drautals zwischen der Kreuzeckgruppe im Norden und den Gailtaler Alpen im Süden. Das wasserreiche Drautal, welches meist nur 1 km breit ist, weitet sich bei Greifenburg und dem östlich angrenzenden Steinfeld auf etwa die doppelte Breite.
Während der Südhang des Tals zunächst nur mäßig bis zu einer Talschulter ansteigt, ist der Nordhang bis zu 70 % steil. Fünf Kilometer nordwestlich steht der Bergstock der Hochtristen (2536 m), an dessen Südflanke die Emberger Alm (1800 m) liegt. Zu dieser Hochalm, die auch als schneesicheres Schigebiet und für ihre klare Sicht bekannt ist, führt eine Bergstraße. Beim Alpenhof Sattlegger wurde vom Astroverein Stella Carinthia eine kleine Sternwarte errichtet, auf der alljährlich im Herbst ein internationales Teleskoptreffen stattfindet.

### Gemeindegliederung
Die Gemeinde ist in die drei Katastralgemeinden Bruggen, Greifenburg und Kerschbaum gegliedert. Das Gemeindegebiet umfasst die folgenden 18 Ortschaften (in Klammern Einwohnerzahl Stand 1. Jänner 2025):

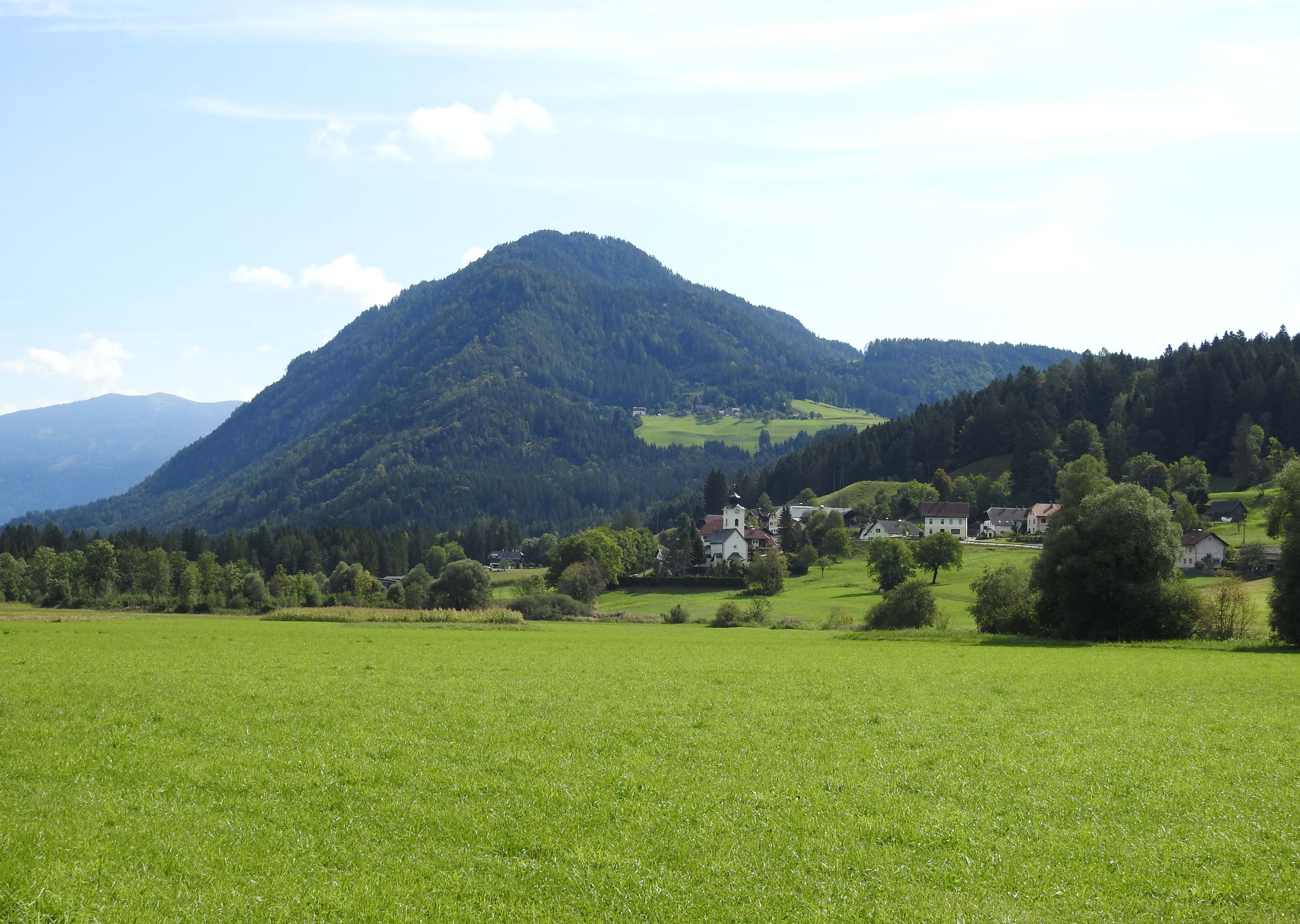
Waisach von Nordwesten

- Amberg (62)
- Amlach (29)
- Bruggen (54)
- Eben (10)
- Egg (4)
- Gnoppnitz (62)
- Greifenburg (986)
- Gries (77)
- Hauzendorf (133)
- Kalch (5)
- Kerschbaum (64)
- Kreuzberg (7)
- Pobersach (65)
- Rasdorf (16)
- Tröbelsberg (21)
- Waisach (86)
- Wassertheuer (13)
- Weneberg (8)

### Nachbargemeinden
| Stall              | Reißeck                                     |                     |
| Dellach im Drautal | Kompassrose, die auf Nachbargemeinden zeigt | Steinfeld Weißensee |
| Berg im Drautal    | Kirchbach (HE)                              | Gitschtal (HE)      |

## Bevölkerung
Laut Volkszählung 2001 hat die Gemeinde Greifenburg 1911 Einwohner, davon sind 91,7 % österreichische Staatsbürger, 4,0 % kommen aus Kroatien und 1,9 % aus Bosnien-Herzegowina. 86,7 % der Bevölkerung bekennen sich zur römisch-katholischen und 7,2 % zur evangelischen Kirche und 1,9 % zum Islam, 3,1 % sind ohne religiöses Bekenntnis.
Von 1951 bis 1971 hatte die Gemeinde über 2.000 Einwohner. Seither sinkt die Einwohneranzahl, da die leicht positive Geburtenbilanz durch eine meist stark negative Wanderungsbilanz übertroffen wird.

### Bevölkerungsentwicklung
| Greifenburg: Einwohnerzahlen von 1869 bis 2024      | Greifenburg: Einwohnerzahlen von 1869 bis 2024 | Greifenburg: Einwohnerzahlen von 1869 bis 2024 | Greifenburg: Einwohnerzahlen von 1869 bis 2024 | Greifenburg: Einwohnerzahlen von 1869 bis 2024 |
| --------------------------------------------------- | ---------------------------------------------- | ---------------------------------------------- | ---------------------------------------------- | ---------------------------------------------- |
| Jahr                                                |                                                |                                                |                                                | Einwohner                                      |
| 1869                                                | 1869                                           |                                                | 1.689                                          | 1.689                                          |
| 1880                                                | 1880                                           |                                                | 1.806                                          | 1.806                                          |
| 1890                                                | 1890                                           |                                                | 1.771                                          | 1.771                                          |
| 1900                                                | 1900                                           |                                                | 1.719                                          | 1.719                                          |
| 1910                                                | 1910                                           |                                                | 1.854                                          | 1.854                                          |
| 1923                                                | 1923                                           |                                                | 1.796                                          | 1.796                                          |
| 1934                                                | 1934                                           |                                                | 2.023                                          | 2.023                                          |
| 1939                                                | 1939                                           |                                                | 1.882                                          | 1.882                                          |
| 1951                                                | 1951                                           |                                                | 2.138                                          | 2.138                                          |
| 1961                                                | 1961                                           |                                                | 2.121                                          | 2.121                                          |
| 1971                                                | 1971                                           |                                                | 2.021                                          | 2.021                                          |
| 1981                                                | 1981                                           |                                                | 1.946                                          | 1.946                                          |
| 1991                                                | 1991                                           |                                                | 1.826                                          | 1.826                                          |
| 2001                                                | 2001                                           |                                                | 1.911                                          | 1.911                                          |
| 2011                                                | 2011                                           |                                                | 1.818                                          | 1.818                                          |
| 2021                                                | 2021                                           |                                                | 1.714                                          | 1.714                                          |
| 2024                                                | 2024                                           |                                                | 1.717                                          | 1.717                                          |
| Quelle(n): Statistik Austria, Gebietsstand 1.1.2021 |                                                |                                                |                                                |                                                |

## Geschichte
Der Raum Greifenburg war schon in der Zeit der Römer besiedelt. Das belegt ein aus dem 2. Jahrhundert stammender Stein, der heute beim Zugang zur Friedhofskirche liegt. Auf dem heutigen Gemeindegebiet befand sich vermutlich die römische Straßenstation Bilachium. Aus dem Itinerarium Antonini fehlen die Angaben für das Drautal (von Innichen/Littamum bis Villach/Santicum), doch lassen die Entfernungsangaben für die von Aquileia nach Norden, in die Alpen führende Via Julia Augusta, mit dem Verlauf Aquileia – Tricesimum – Iulio Carnico (Zuglio) – Larice (St.Daniel/Weidenburg) – Bilachium (Radlach), dies annehmen. Gleichzeitig war es die Kopfstation für den Römerwege vom Kreuzbergsattel.
Der Ort wurde erstmals 1166 urkundlich erwähnt, als die Herren von Greifenburg als Zeugen für den Salzburger Erzbischof fungierten. 1267 wurde Greifenburg als Markt erwähnt, wobei eine frühere Anlage des Marktes an der Kreuzung zwischen Drautal- und Kreuzbergstraße unter dem Kärntner Herzog Bernhard von Spanheim um 1210 nicht ausgeschlossen wird.
Die Bürgerschaft gewann vor allem durch den wachsenden Handel im späten 14. Jahrhundert an Bedeutung.

## Kultur und Sehenswürdigkeiten

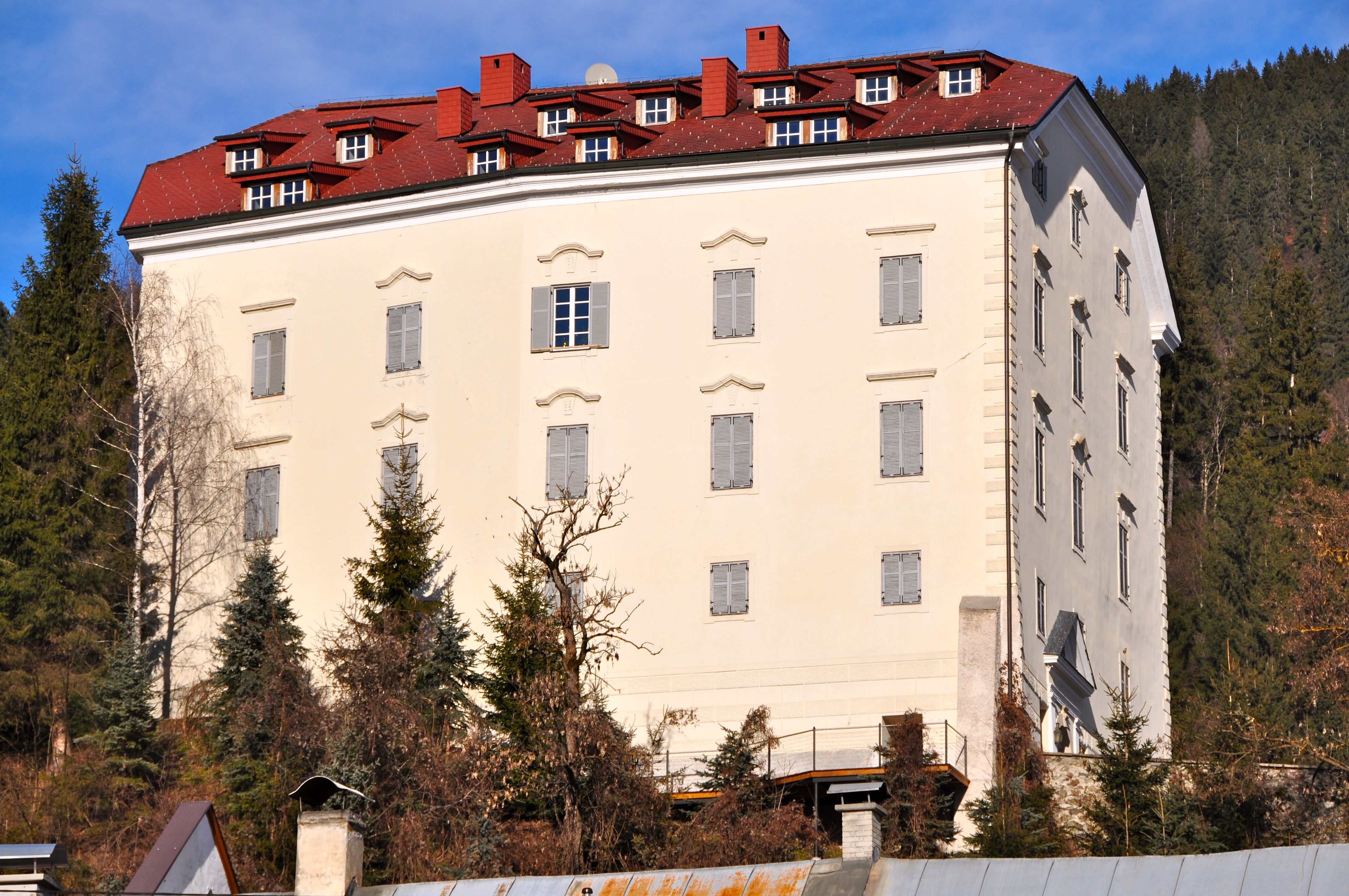
Schloss Greifenburg

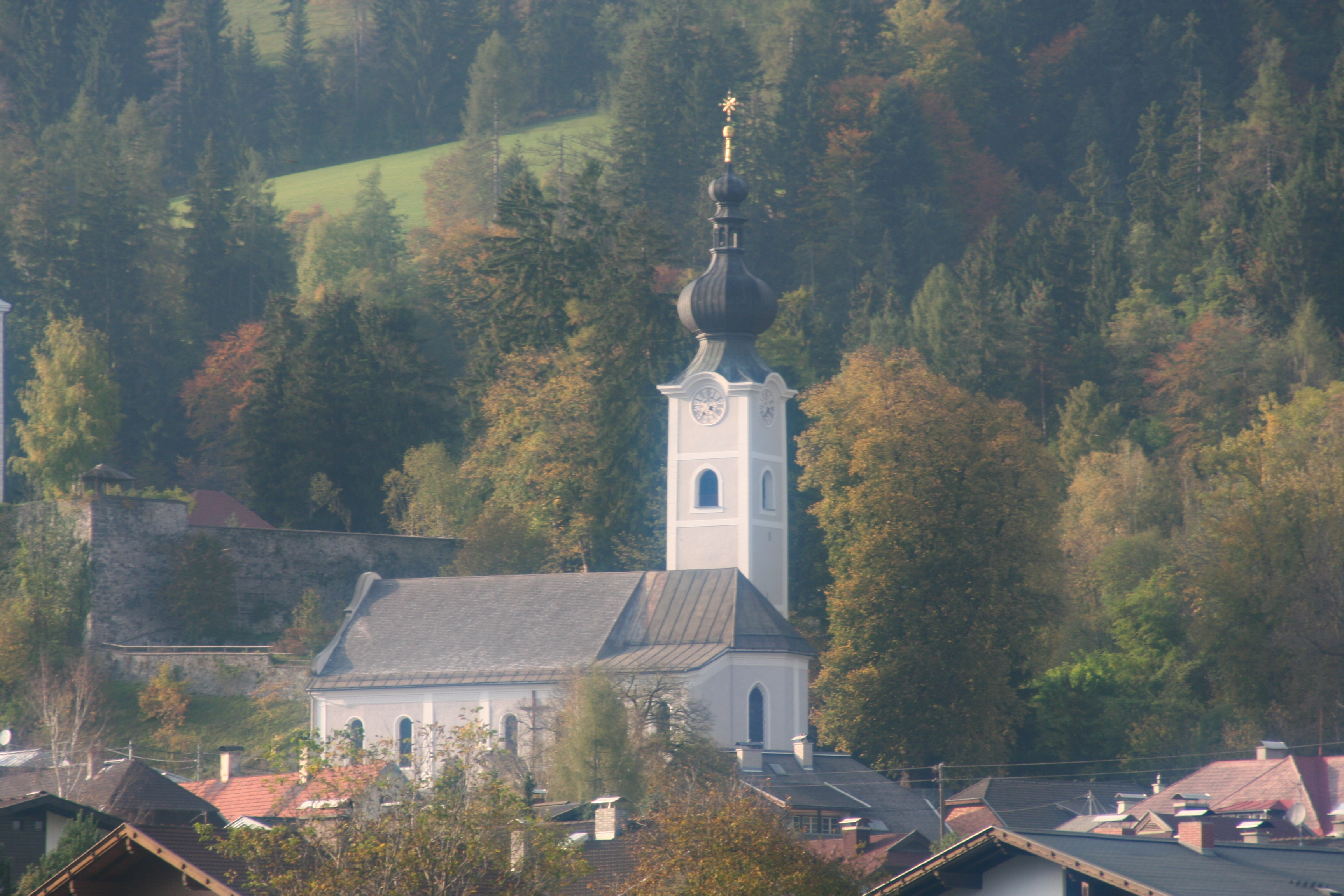
Pfarrkirche Greifenburg

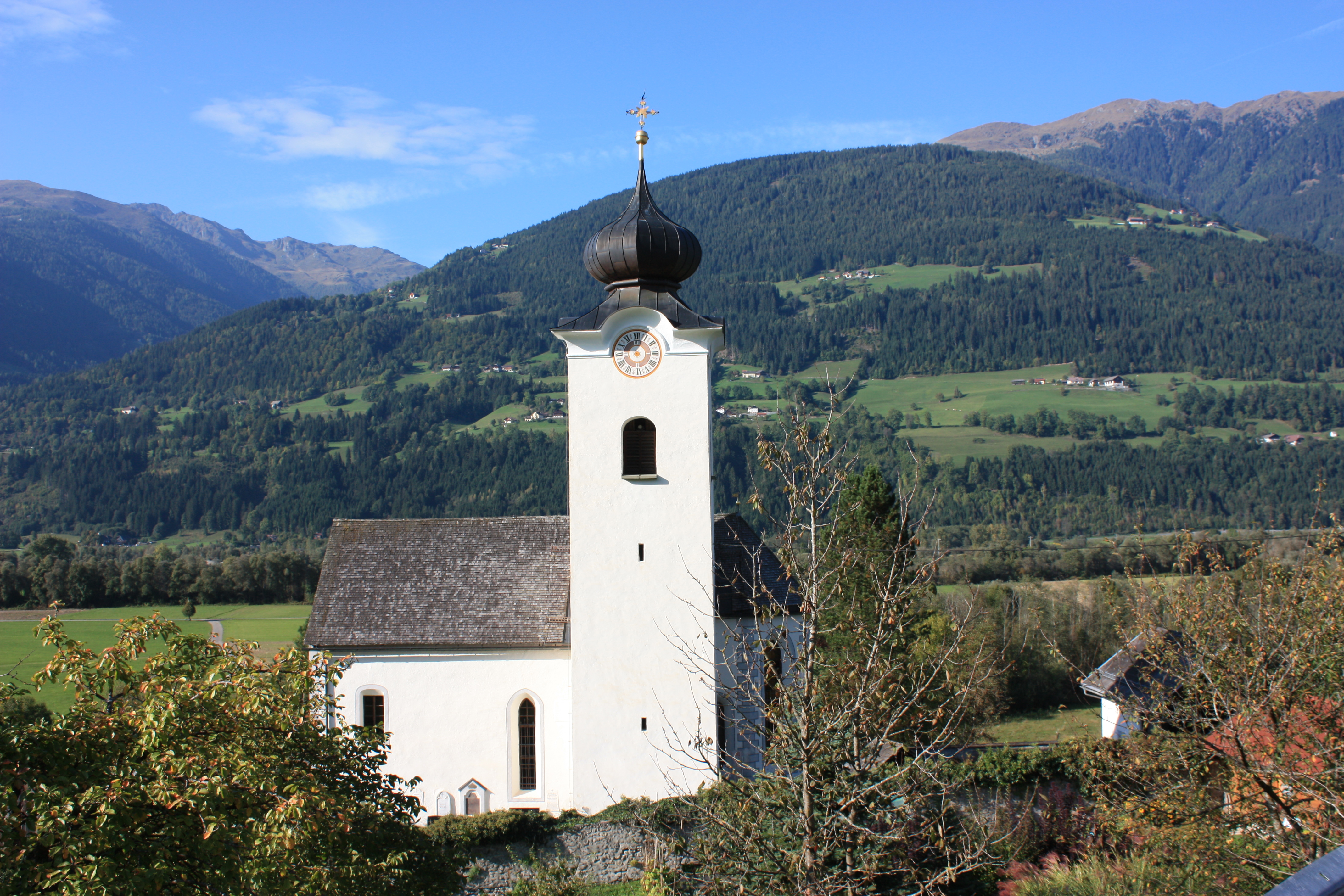
Pfarrkirche Waisach

### Bauwerke
- Schloss Greifenburg
- Katholische Pfarrkirche Greifenburg hl. Katharina
- Friedhof Greifenburg
- Katholische Pfarrkirche Waisach hl. Nikolaus
- Ehemaliges Kloster Waisach
- Bergbauernmuseum in Gnoppnitz

### Sport

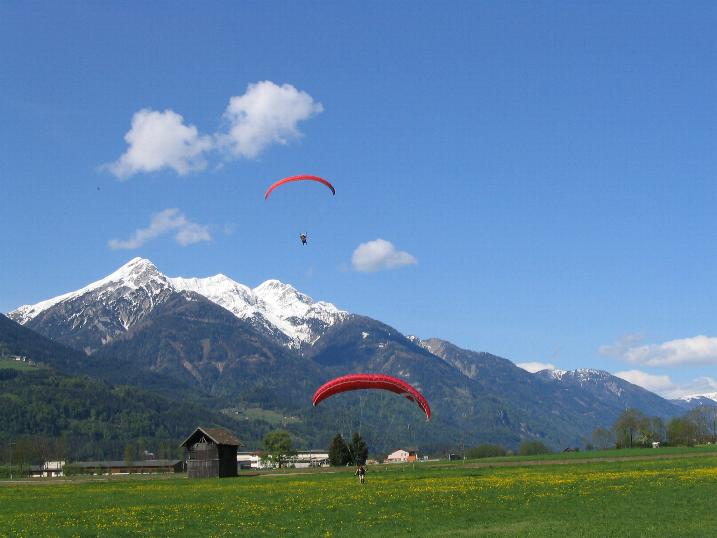
Landeplatz Greifenburg

- Gleitschirm- und Drachenfliegen auf der Emberger Alm: In der jüngeren Vergangenheit wurde Greifenburg zu einem wichtigen Austragungsort für Wettbewerbe in beiden Sportarten, bei allen Piloten ist Greifenburg als Fliegereldorado bekannt.[5]
- Im Jahr 2004 fanden hier die Drachenflug-Weltmeisterschaften (FAI 1) der Damen, der Starrflügler (FAI 5) sowie für Swift-Geräte (FAI 2) statt
- Der Fußballverein SV Greifenburg spielt in der Kärntner Unterliga.
- Die Feuerwehr Bruggen stellt im Rahmen der Feuerwehrbewerbe den Landesmeister 2007 und den Sieger des Bezirkscups von 2005, 2006 und 2010.
- Östlich der Ortszentrums befindet sich der Greifenburger Badesee mit Strandbad und Kletterpark.

## Wirtschaft und Infrastruktur

### Wirtschaftssektoren
Die folgende Tabelle zeigt die Entwicklung der Betriebsanzahl und der Beschäftigten in den Wirtschaftssektoren:
| Wirtschaftssektor            | Anzahl Betriebe | Anzahl Betriebe | Anzahl Betriebe | Erwerbstätige | Erwerbstätige | Erwerbstätige |
| Wirtschaftssektor            | 2021            | 2011            | 2001            | 2021          | 2011          | 2001          |
| ---------------------------- | --------------- | --------------- | --------------- | ------------- | ------------- | ------------- |
| Land- und Forstwirtschaft 1) | 41              | 111             | 131             | 63            | 70            | 62            |
| Produktion                   | 28              | 25              | 27              | 224           | 238           | 222           |
| Dienstleistung               | 114             | 103             | 81              | 396           | 416           | 357           |

1) Betriebe mit Fläche in den Jahren 2010 und 1999

### Verkehr
- Eisenbahn: Greifenburg liegt an der Drautalbahn mit stündlicher Schnellbahnverbindung nach Lienz und Spittal an der Drau.[10]
- Straße: Die wichtigste Straßenverbindung ist die Drautal Straße B100. Sie verläuft von Villach über Spittal nach Lienz und weiter nach Italien. In Greifenburg zweigt davon die Weißensee Straße B87 zum Weißensee und über den Kreuzbergsattel ins Gailtal ab.

## Politik

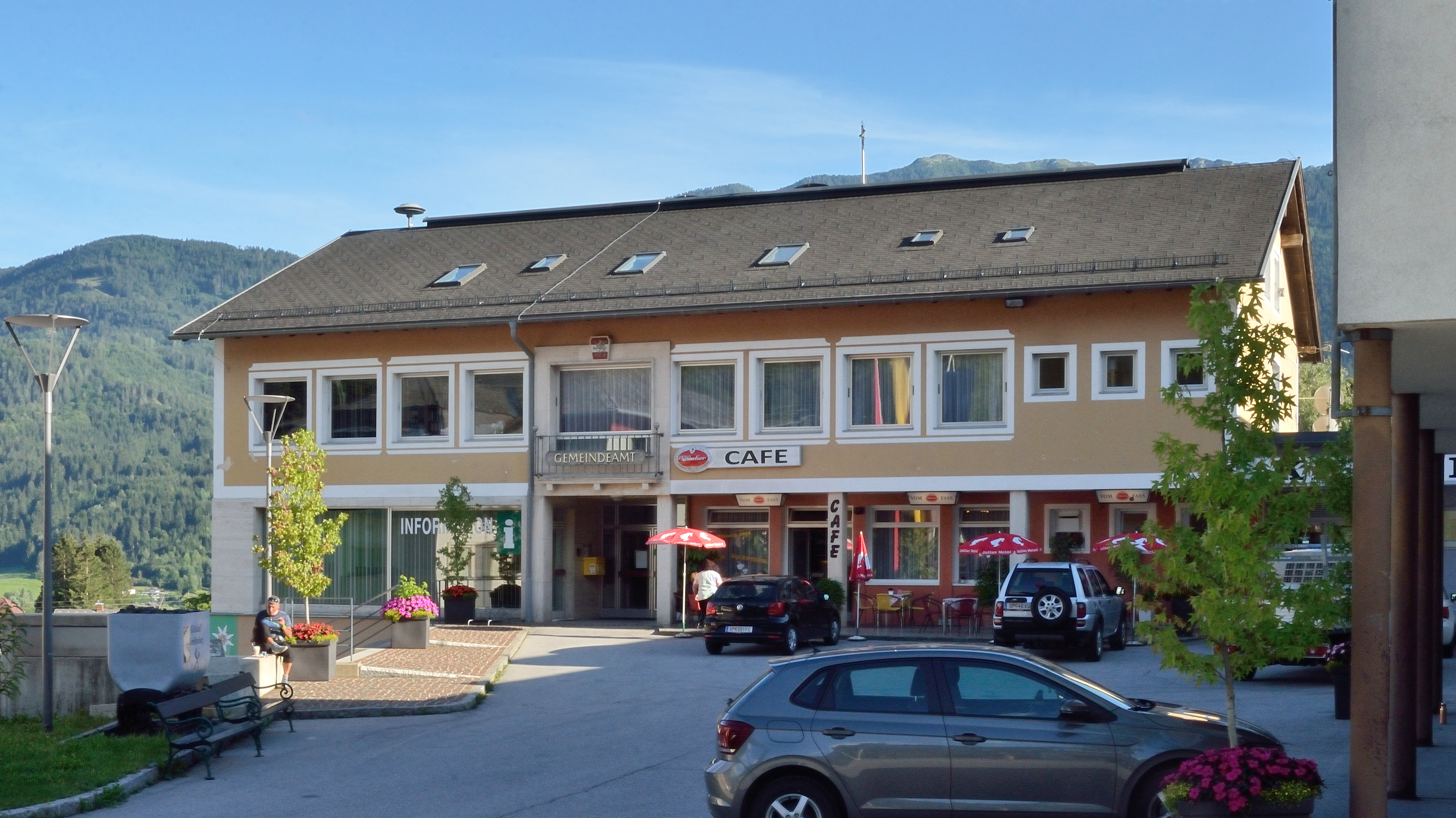
Gemeindeamt

### Gemeinderat
Der Gemeinderat von Greifenburg hat 15 Mitglieder und setzt sich seit der Gemeinderatswahl 2021 wie folgt zusammen: 6 ÖVP, 5 SPÖ und 4 FPÖ.

### Bürgermeister
- seit Jahr 2015 Josef Brandner (ÖVP).

### Wappen
Dem Markt Greifenburg wurde am 20. Oktober 1593 durch Erzherzog Maximilian das Recht zur Führung eines Wappens verliehen, das in einem größeren und einem kleineren Siegel unverändert bis ins 19. Jahrhundert verwendet wurde. Das Wappen wurde der Marktgemeinde 1971 neuerlich bescheinigt. Die heraldische Beschreibung des Wappens lautet:

„In einem rot-weiß-roten Bindenschild ein aufgerichteter, rot bezungter, goldener Greif mit zurückgeschlagenem Schwanz.“

Das Fabeltier Greif wird im Wappen durch den Körper eines Löwen, den Kopf, den Flügeln und den Krallen eines Adlers dargestellt. Mit dem österreichischen Bindenschild sollte wohl die Herrschaft der Habsburger über den Markt zum Ausdruck gebracht werden.
Die Fahne ist Rot-Weiß mit eingearbeitetem Wappen.

### Gemeindepartnerschaften
- Schiffweiler, Deutschland[13]

## Persönlichkeiten

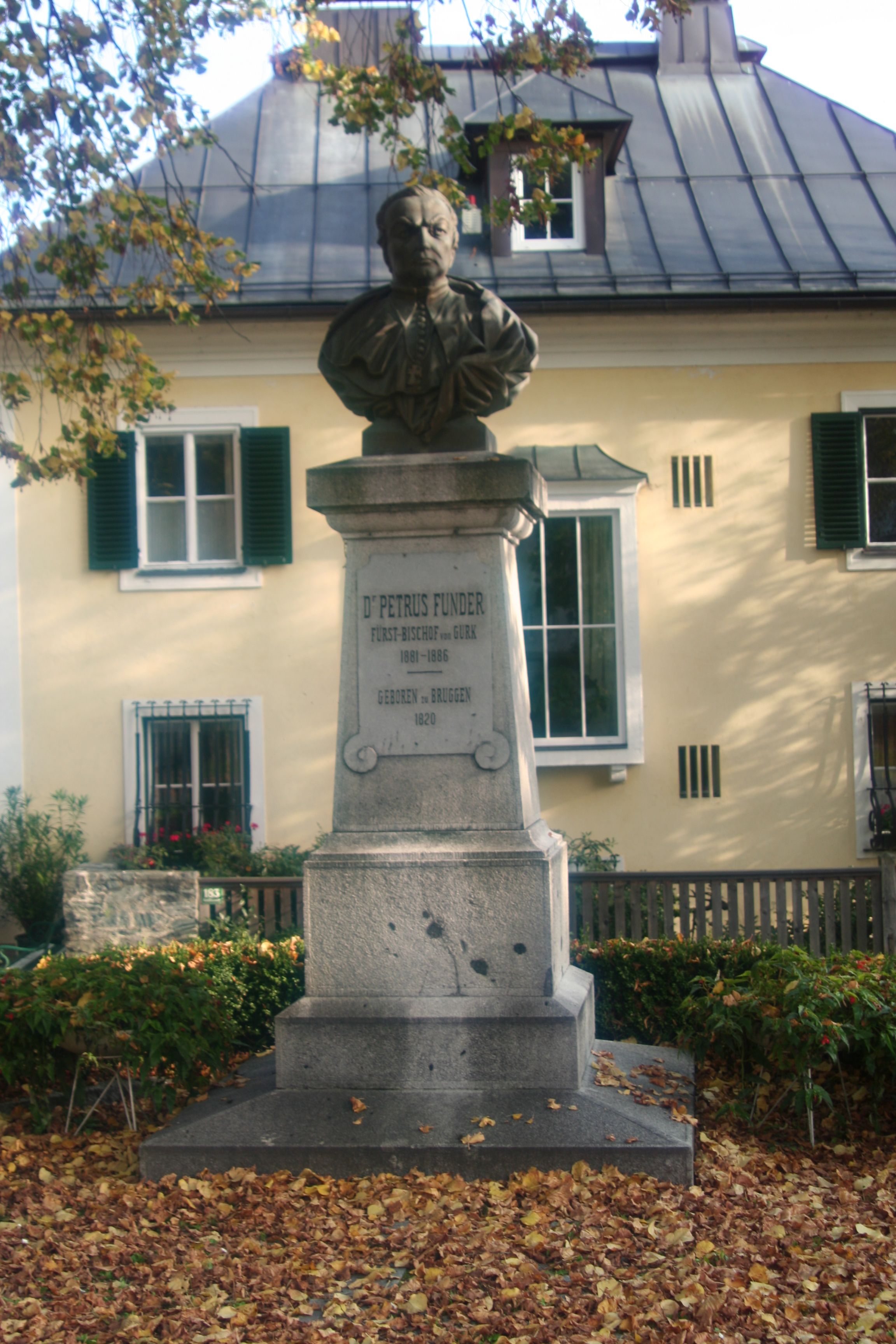
Denkmal für Peter Funder

### Söhne und Töchter der Gemeinde
- Peter Funder (1820–1886), Fürstbischof der Diözese Gurk 1881 bis 1886, wurde in Bruggen geboren
- Bernhard Egger (1866–1950), Politiker
- Erika Iberer (1906–1984), Schriftstellerin
- Michael Pirker (1911–1975), Politiker (NSDAP)
- Baldur Preiml (1939–2025), Skispringer, Trainer und „Vater“ des österreichischen Skisprungwunderteams der 1970er Jahre, Lehrer am Schigymnasium in Stams, Leiter der Sportabteilung des Bundesministeriums für Unterricht, Kunst und Sport, Autor, wurde in Bruggen geboren
- Gilbert Trattner (* 1949), Manager und Politiker (FPÖ)

### Mit der Gemeinde verbundene Persönlichkeiten
- Stefan Hierländer (* 1991), Fußballprofi beim SK Sturm Graz
- Franz Mandl (* 1958), Politiker (FPK)